# Khang Huệ Thục phi
Khang Huệ Thục phi (chữ Hán: 康惠淑妃), Bát Nhĩ Tế Cát Đặc thị, tương truyền có tên Ba Đặc Mã Tảo (巴特瑪璪), trước là thiếp của Lâm Đan Hãn, sau trở thành phi tần của Thanh Thái Tông Hoàng Thái Cực.

## Tiểu sử
Bát Nhĩ Tế Cát Đặc thị người A Bá Cai bộ (阿巴噶部) của Mông Cổ, con gái Bố nhan Bác Đệ Tắc Sở Hỗ Nhĩ (博第塞楚祜尔), ban đầu làm thiếp của Lâm Đan Hãn - thủ lĩnh của Sát Cáp Nhĩ, Mạc Nam của Mông Cổ. Khi ấy Lâm Đãn hán thiết lập Oát Nhĩ Đóa và chia cho các Phúc tấn cai quản, bà được tiếp nhận một Oát Nhĩ Đóa có tới vạn hộ tên Đậu Thổ Môn (竇土门), do vậy có danh xưng [Đậu Thổ Môn Phúc tấn; 竇土门福晋].
Năm Thiên Thông thứ 8 (1634), Lâm Đan Hãn bệnh chết, cùng năm ngày 28 tháng 8 (âm lịch), Đậu Thổ Môn Phúc tấn được tộc nhân hộ tống mà quy phụ Hậu Kim. Trong Mãn văn đương án dịch biên (满文档案译编) có ghi lại, Đậu Thổ Môn Phúc tấn cùng cô của Lâm Đan Hãn được chào đón nhiệt liệt bởi Hoàng Thái Cực, thực hiện lễ ["Bão kiến lễ"; 抱见礼] và tế dê, bò thiết yến. Bà tái giá với Hoàng Thái Cực, được Hoàng Thái Cực nạp làm thiếp, phong làm [Đông Trắc Phúc tấn; 東侧福晉].
Sùng Đức nguyên niên (1636), tháng 4, Hoàng Thái Cực ở Thịnh Kinh cử hành lễ đăng cơ, sửa quốc hiệu làm Đại Thanh. Cùng năm, ngày 10 tháng 7 (âm lịch), Hoàng Thái Cực định danh vị cho 5 vị Phúc tấn chính thức của mình, Đông Trắc Phúc tấn Bát Nhĩ Tế Cát Đặc thị được phong [Đông cung Diễn Khánh cung Trắc Phúc tấn; 東宮衍慶宮侧福晋], Hán ngữ gọi Thục phi (淑妃). Bà có tự mình nuôi một cô gái, tên [Thục Sài; 淑儕], Hoàng Thái Cực lệnh cho Duệ Thân vương Đa Nhĩ Cổn dùng lễ nghênh cưới.
Thời điểm Hoàng Thái Cực qua đời, bà không sinh cho Hoàng Thái Cực người con nào, cũng không thấy bà có con với Lâm Đan Hãn. Khi hoàng thất nhà Thanh đến Bắc Kinh, nhóm góa phụ của Hoàng Thái Cực đều được an bài cư trú ở Cảnh Phúc cung (景福宮), bên khu vực Tây Thành, Bắc Kinh. Tại đây, Thái hậu Triết Triết, Diễn Khánh cung Thục phi sống cùng nhóm các góa phụ không có tước vị.

## Tôn vị Thục phi
Năm Thuận Trị thứ 9 (1652), Năm Thuận Trị thứ 9 (1652), tháng 10, Thuận Trị Đế quyết định dâng tôn huy hiệu cho hai vị Quý phi và Thục phi của Tiên đế. Diễn Khánh cung Thục phi Bát Nhĩ Tể Cát Đặc thị được dâng tôn hiệu [Khang Huệ Thục phi; 康惠淑妃].
Sách văn viết:
| “                             | 柔嘉维则、赞襄彰坤教之隆。义问攸崇、典册展懿亲之奉。庆谐宫壸。礼具彝章。皇考淑妃秉德安贞。持身恭慎珩璜中节、著昧旦之良规。图史端仪、佐承乾之令矩。既行臻于备美、宜颂协于臧嘉。爰晋荣称、用昭徽范。谨以金册尊为皇考康惠淑妃、庆从善积式凝康豫之祥。位以德升、弥笃显融之祜谨言 . Nhu gia duy tắc, tán tương chương khôn giáo chi long. Nghĩa vấn du sùng, điển sách triển ý thân chi phụng. Khánh hài cung khổn. Lễ cụ di chương. Hoàng khảo Thục phi, bỉnh đức an trinh. Trì thân cung thận hành hoàng trung tiết, trứ muội đán chi lương quy. Đồ sử đoan nghi, tá thừa càn chi lệnh củ. Kí hành trăn vu bị mỹ, nghi tụng hiệp vu tang gia. Viên tấn vinh xưng, dụng chiêu huy phạm. Cẩn dĩ kim sách tôn vi Hoàng khảo Khang Huệ Thục phi. Khánh tòng thiện tích, thức ngưng khang dự chi tường. Vị dĩ đức thăng, di đốc hiển dung chi hỗ cẩn ngôn. | ” |
| — Sách văn Khang Huệ Thục phi | |   |

Năm Khang Hi thứ 2 (1663), Khang Huệ Thục phi cùng Ý Tĩnh Đại Quý phi lúc này đã vào Tử Cấm thành sinh sống, ở tại hai bên điện phía Bắc của Từ Ninh cung. Còn các thị Thứ phi khác của Hoàng Thái Cực cùng Hiếu Trang Hoàng thái hậu ở tại bên trong sân viện của Từ Ninh cung. Không rõ thời gian bà qua đời, song có thể là trước Ý Tĩnh Đại Quý phi.